# Russische Badmintonföderationsmeisterschaft 2007
Die Russische Badmintonföderationsmeisterschaft 2007 wurde im Oktober 2007 im Sportpalast Iskra in Odinzowo ausgetragen. Sieger wurde das Team aus der Oblast Nischni Nowgorod.

## Endstand
- 1. Oblast Nischni Nowgorod
- 2. Moskau
- 3. Region Primorje
- 4. Oblast Samara
- 5. Oblast Nowosibirsk
- 6. Oblast Moskau